# Adesmia nanolignea
Adesmia nanolignea är en ärtväxtart som beskrevs av Arturo Erhardo Erardo Burkart. Adesmia nanolignea ingår i släktet Adesmia och familjen ärtväxter. Inga underarter finns listade i Catalogue of Life.